# Roodkapboszanger
De roodkapboszanger (Phylloscopus ruficapilla) is een zangvogel uit de familie Phylloscopidae.

## Verspreiding en leefgebied
Deze soort komt voor in Kenia, Lesotho, Malawi, Mozambique, Zuid-Afrika, Swaziland, Tanzania, Zambia en Zimbabwe en telt 7 ondersoorten:
- P. r. ochrogularis: westelijk Tanzania.
- P. r. minullus: zuidoostelijk Kenia en oostelijk Tanzania.
- P. r. johnstoni: noordoostelijk Zambia, Tanzania, Malawi en noordwestelijk Mozambique.
- P. r. quelimanensis: noordelijk Mozambique.
- P. r. alacris: oostelijk Zimbabwe en westelijk Mozambique.
- P. r. ruficapilla: oostelijk Zuid-Afrika.
- P. r. voelckeri: zuidelijk Zuid-Afrika.